# Alhassan Yusuf
Alhassan Yusuf Abdullahi (ur. 18 lipca 2000 w Kano) – nigeryjski piłkarz grający na pozycji środkowego pomocnika. Od 2021 jest zawodnikiem klubu Royal Antwerp FC.

## Kariera klubowa
Swoją karierę piłkarską Yusuf rozpoczął w juniorach klubu Hearts FC. W 2018 roku wyjechał do Szwecji i został zawodnikiem IFK Göteborg. 22 października 2018 zadebiutował w jego barwach w Allsvenskan w wygranym 2:0 wyjazdowym meczu z IF Brommapojkarna. W 2020 roku zdobył z IFK Puchar Szwecji.
W lipcu 2021 Yusuf przeszedł na zasadzie wolnego transferu do Royalu Antwerp FC. Swój debiut w nim zanotował 8 sierpnia 2021 w wygranym 5:2 wyjazdowym meczu ze Standardem Liège. W sezonie 2022/2023 wywalczył z nim mistrzostwo Belgii.
| Sezon   | Klub             | Kraj    | Rozgrywki       | Mecze | Gole |
| ------- | ---------------- | ------- | --------------- | ----- | ---- |
| 2018    | IFK Göteborg     | Szwecja | Allsvenskan     | 1     | 0    |
| 2019    | IFK Göteborg     | Szwecja | Allsvenskan     | 26    | 2    |
| 2020    | IFK Göteborg     | Szwecja | Allsvenskan     | 29    | 0    |
| 2021    | IFK Göteborg     | Szwecja | Allsvenskan     | 10    | 0    |
| 2021/22 | Royal Antwerp FC | Belgia  | Eerste klasse A | 32    | 3    |
| 2022/23 | Royal Antwerp FC | Belgia  | Eerste klasse A | 27    | 0    |

## Kariera reprezentacyjna
W reprezentacji Nigerii Yusuf zadebiutował 8 stycznia 2024 w przegranym 0:2 towarzyskim meczu z Gwineą, rozegranym w Abu Zabi. W tym samym roku powołano go do kadry na Puchar Narodów Afryki 2023. Zagrał w nim w czterech meczach: grupowm z Gwineą Równikową (1:1), ćwierćfinałowym z Angolą (1:0), półfinałowym z Południową Afryką (1:1, k. 4:2) i finałowym z Wybrzeżem Kości Słoniowej (1:2). Z Nigerią wywalczył wicemistrozstwo Afryki.